# Love and Theft
Love and Theft ist eine US-amerikanische Countrypop-Band.

## Bandgeschichte
Die drei gleichaltrigen Sänger-Songwriter machten durch ihre Liveauftritte in Nashville auf sich aufmerksam. 2009 veröffentlichten sie ihr Debütalbum World Wide Open, das genau wie ihr erster veröffentlichter Song Runaway auf Platz 10 der jeweiligen Countrycharts stieg. Lied und Album erreichten auch gute Platzierungen in den offiziellen Charts.
2009 wurde das Label von Love & Theft, Label Carolwood Records, geschlossen und das Trio ging zum Schwesterlabel Lyric Street Records. 2010 schloss der Walt-Disney-Konzern auch Lyric Street Records. Daraufhin verließ Brian Bandas das Trio. Eric Gunderson und Stephen Barker machten als Duo weiter und unterschrieben im August 2011 einen Plattenvertrag bei RCA Nashville (Sony Music).

## Diskografie
Alben
- 2009: World Wide Open
- 2012: Love and Theft
- 2015: Whiskey On My Breath
- 2022: Better Off

Singles
- 2009: Runaway
- 2009: Dancing in Circles
- 2012: Angel Eyes
- 2014: Night That You’ll Never Forget
- 2015: Whiskey On My Breath
- 2016: Candyland
- 2017: Love Wins
- 2018: You didn’t Want Me
- 2018: Need To Breathe
- 2019: Gimme Tonight
- 2021: Mirror Mirror
- 2021: Accidentally on Purpose